# Rodrigo (opera)

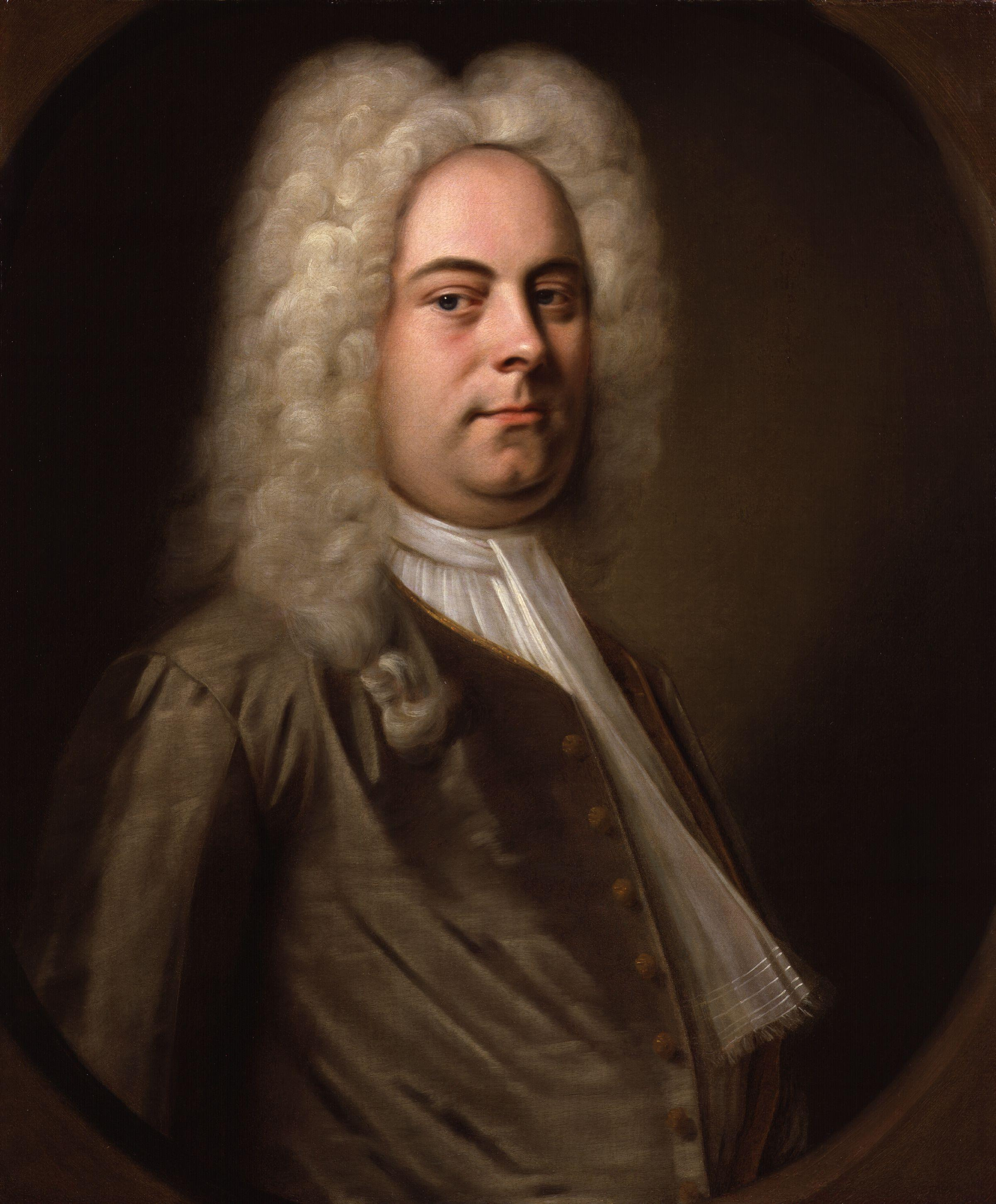
Georg Friedrich Händel

Rodrigo (HWV 5) är en opera i tre akter komponerad av Georg Friedrich Händel. Originaltiteln var Vincer se stesso è la maggior vittoria ("Att besegra sig själv är den största segern"). Operan hade premiär hösten 1707 i Florens.

## Historia
Operan handlar om Roderik, den siste västgotiske kungen av Hispania. Librettot bygger på Francesco Silvanis II duello d'Amore e di Vendetta ("Duellen mellan kärlek och hämnd").
Operan nyuppfördes 1984 i Innsbruk. En förlorad del ur akt tre återfanns 1983 och ett mer komplett framförande gjordes av Handel Opera Society under Charles Farncombe på Sadler's Wells Theatre i London 1985. Ett annat nyuppförande ägde rum i Karlsruhe 1987.

## Roller
| Roll                                                    | Röstläge | Besättning vid premiären, 1707 |
| ------------------------------------------------------- | -------- | ------------------------------ |
| Rodrigo, kungen                                         | sopran   |                                |
| Esilena, Rodrigos hustru                                | sopran   |                                |
| Florinda, moder till Rodrigos barn                      | sopran   |                                |
| Giuliano, Florindas bror                                | tenor    |                                |
| Evanco, den förre kungen Vitizzas siste överlevande son | sopran   |                                |
| Fernando, Rodrigos minister                             | alt      |                                |

## Inspelningar i urval
- Virgin Classics 7243 5 45897 2 0: Gloria Banditelli, Sandrine Piau, Elena Cecchi Fedi, Rufus Müller, Roberta Invernizzi, Caterina Calvi; Il Complesso Barocco; Alan Curtis, dirigent[1]
- Ambroisie AM 132 (2008) : Al Ayre Español; Eduardo López Banzo, dirigent. Maria Riccarda Wesseling, María Bayo, Sharon Rostorf-Zamir, Kobie Van Rensburg, Max Emanuel Cencic, Anne-Catherine Gillet.